# Социализъм в една страна
Социализъм в една страна е теория, предложена от Йосиф Сталин през 1924 и доразвита от Николай Бухарин през 1925 година. Според нея, тъй като комунистическите революции в Европа през 1917-1921 не успяват да победят, то Съветският съюз трябва да започне да се самоутвърждава във вътрешнодържавен план. Това е промяна в дотогава поддържаната марксистка позиция, гласяща, че социализмът трябва да бъде установен в целия свят, и е в противоположност на теорията на Лев Троцки за перманентна революция.
Макар че по своето време тази теория е отстоявана като идеология по необходимост, а не по коренно убеждение, тя определя политическата постройка на Съветския съюз през цялото му съществувание. Според тази теория социализъм би могъл да съществува в една-единствена страна, въпреки че е налице капиталистически световен пазар.